# Renata Mauer
Renata Mauer (n. 23 aprilie 1969, Nasielsk, Mazovia, Polonia) este o trăgătoare de tir ce a reprezentat Polonia, medaliată olimpică. A participat la 2 ediții ale Jocurilor Olimpice (1996, 2000) în care a câștigat două medalii de aur și o medalie de bronz.